# 321 a.C.

## Eventos
- Tito Vetúrio Calvino, pela segunda vez, e Espúrio Postúmio Albino Caudino, cônsules romanos.[1]
- Continua a Segunda Guerra Samnita: derrota romana na Batalha das Forcas Caudinas.
- Quinto Fábio Ambusto é nomeado ditador e escolhe Públio Élio Peto como seu mestre da cavalaria. Como a nomeação foi considerada irregular, ambos renunciam e Marco Emílio Papo é nomeado juntamente com Lúcio Valério Flaco como seu mestre da cavalaria.